# Ménil-la-Tour
Ménil-la-Tour é uma comuna francesa na região administrativa de Grande Leste, no departamento de Meurthe-et-Moselle. Estende-se por uma área de 8,82 km². Em 2010 a comuna tinha 344 habitantes (densidade: 39 hab./km²).